# Robson cache
Robson cache är en teknisk lösning där information som ofta flyttas fram och tillbaka till datorns hårddisk i stället mellanlagras tillfälligt på ett minne för att på så sätt minska på strömförbrukningen hos bärbara datorer. Denna typ av minne är ej att förväxla med vanligt RAM-minne eller cacheminne. Funktionen stöds av kommande Windowsversionen kallad Vista.